# Ernst Loof
Ernst Loof (n. 4 iulie 1907, Oschersleben, Saxonia-Anhalt, Germania – d. 3 martie 1956, Bonn, Germania) a fost un pilot de Formula 1. De-a lungul carierei a luat startul în 1 cursă, niciuna din pole-position. Nu a câștigat nicio cursă și nu a terminat niciodată pe podium, acumulând 0 puncte în întreaga activitate ca pilot de Formula 1.